# Красный Передовик
Кра́сный Передови́к — хутор в Рыльском районе Курской области. Входит в состав Козинского сельсовета.

## География
Хутор находится в 139 км западнее Курска, в 36,5 км западнее районного центра — города Рыльск, в 5 км от центра сельсовета — Козино.
Климат
Красный Передовик, как и весь район, расположен в поясе умеренно континентального климата с тёплым летом и относительно тёплой зимой (Dfb в классификации Кёппена).

## Население
| 2002 | 2010 |
| ---- | ---- |
| 3    | ↘0   |

## Инфраструктура
Личное подсобное хозяйство.

## Транспорт
Красный Передовик находится в 3 км от автодороги регионального значения 38К-017 (Курск — Льгов — Рыльск — граница с Украиной), в 1,5 км от автодороги межмуниципального значения 38Н-356 (38К-017 — Локоть), в 1 км от ближайшего ж/д остановочного пункта Локоть (линия Хутор-Михайловский — Ворожба).
В 203 км от аэропорта имени В. Г. Шухова (недалеко от Белгорода).